# ربله، حمص
ربله (به عربی: ربلة) یک روستا در سوریه است که در قصیر واقع شده‌است. ربله ۵٬۳۲۸ نفر جمعیت دارد.